# Kyathanahalli, Arsikere
Kyathanahalli là một làng thuộc tehsil Arsikere, huyện Hassan, bang Karnataka, Ấn Độ.